# William H. Roane
William H. Roane (Virginia, 1787. szeptember 17. – Amerikai Egyesült Államok, 1845. május 11.) az Amerikai Egyesült Államok szenátora (Virginia, 1837–1841).